# Burundi (album)
 (mars 2024).
Si vous disposez d'ouvrages ou d'articles de référence ou si vous connaissez des sites web de qualité traitant du thème abordé ici, merci de compléter l'article en donnant les références utiles à sa vérifiabilité et en les liant à la section « Notes et références ».
Pour les articles homonymes, voir burundi.
Burundi est un album de [Quoi ?] sorti en 2000.
- Michel Portal (saxophone soprano, clarinette basse)
- Mino Cinelu (percussions, voix)
- Stephen Kent (didgeridoo, percussions, violoncelle)

## Titres de l'album
- 1. burundi (3:50) (composition : Michel Portal et Stephen Kent)
- 2. impro (4:03) (composition : Michel Portal, Stephen Kent et Mino Cinelu)
- 3. solitude (5:26) (composition : Michel Portal)
- 4. pigmee (6:40) (composition : Michel Portal)
- 5. djembe 1 (0:55) (composition : Mino Cinelu)
- 6. calimba (8:02) (composition : Mino Cinelu)
- 7. didg 3 (3:24) (composition : Stephen Kent)
- 8. mino 2 (7:55) (composition : Mino Cinelu)
- 9. canon (6:34) (composition : Michel Portal)
- 10. milesruns (14:00) (composition : Michel Portal)
- 11. djembe 2 (0:37) (composition : Mino Cinelu)
- 12. no parking (8:46) (composition : Michel Portal)
- 13. didg 2 (3:08) (composition : Stephen Kent)